# Кіноконцертний зал «Ювілейний» (Херсон)
Кіно-концертний зал «Ювілейний» (скорочено ККЗ «Ювілейний») — кіно-концертна зала в місті Херсон.

## Історія
Кіноконцертний зал «Ювілейний» почали будувати 1968 року і відкрили 1970 року. Він збудований за повторно застосованим проектом Харківської Кіноконцертної зали «Україна», що зазнав корегування через необхідність цілорічного функціонування театру і збільшення розмірів екрану. Роботу виконував проектний інститут «Харківпроект», архітектори Григорій Соколовський та Галина Скріпченко.
Коли роботи були закінчені, першими відвідувачами стали, звісно ж, партійна еліта та представники влади. Назву «Ювілейний» зал отримав, тому що будівництво було закінчене 1970 р., а це якраз було 100-річчя з дня народження Леніна.
Кіноконцертний зал розташований на території колишньої Херсонської фортеці. У перші роки заснування був одним із найбільших на півдні України.
Під час російської окупації 2022 року в залі влаштували штаб «Єдиної Росії».
Після звільнення міста, в грудні 2022 року та 12 лютого 2023 року, був пошкоджений російським обстрілом.

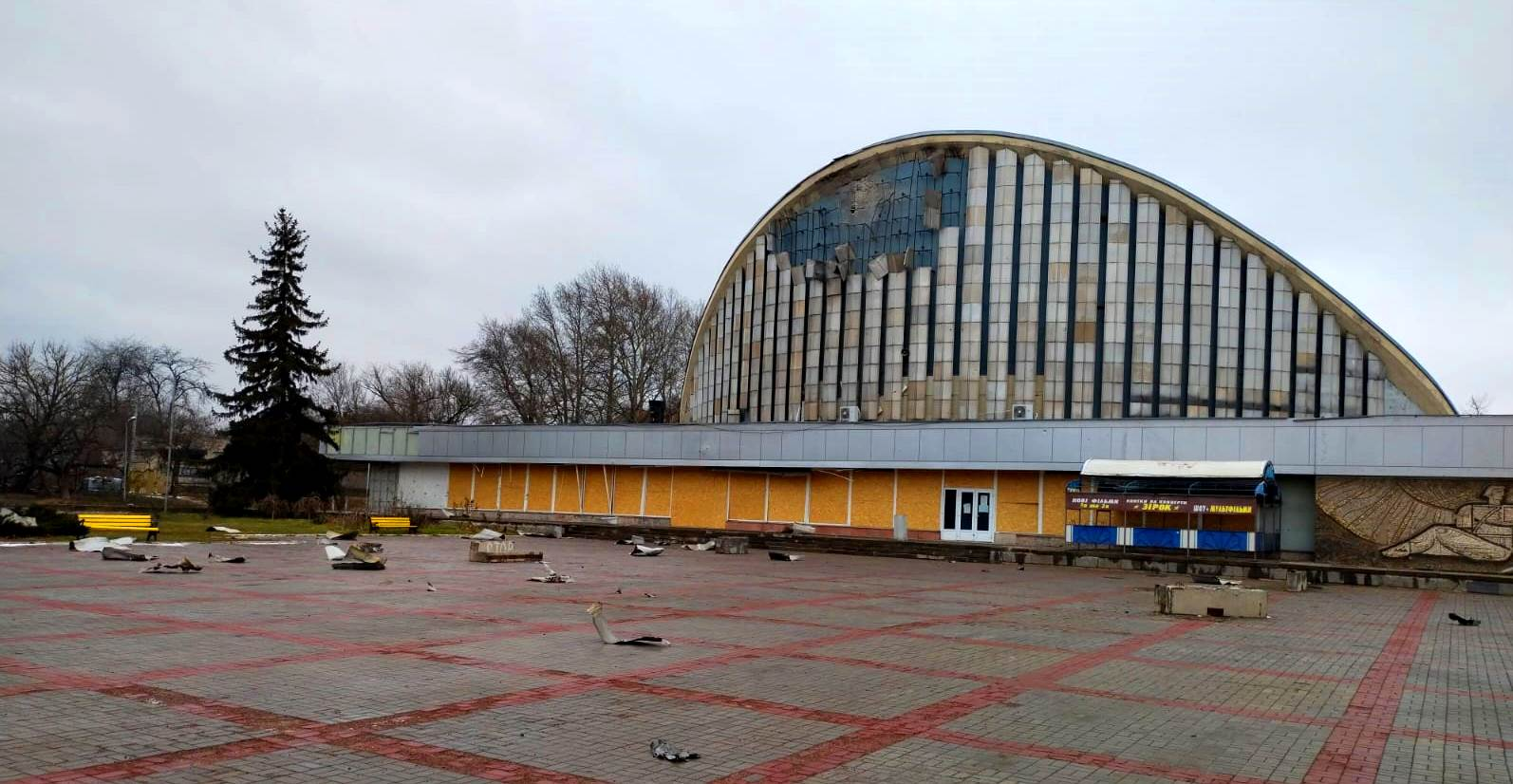
Після обстрілу 2023 року

## Характеристики
Кіноконцертний зал «Ювілейний» є візитівкою міста Херсон та Херсонської області.
Зовні будівля прикрашена кам'яним панно херсонського художника Фелікса Кідера, що зображує чоловіка з лірою та птахів, що летять.
На сьогоднішній[який?] день ККЗ «Ювілейний» — це 2 кінозали. У Великому залі з кінотеатральною акустикою на 1500 місць, обладнаний новий перламутровий екран — розміром 19×8.20 м, а також новітня звукова система Dolby Digital EX, яка утворює об'ємний ефект присутності. Влітку 2012 року в ККЗ «Ювілейний» відкрився 3D Малий зал, який містить 100 місць. У просторому і затишному холі ККЗ «Ювілейний» розміщений бар, працює каса і Wi-Fi. Загалом ККЗ «Ювілейний» містить в собі 6 артистичних кімнат для гастрольних колективів.
Політика ККЗ «Ювілейний» націлена на максимальне задоволення уподобань глядачів. З метою формування оптимального репертуару ККЗ «Ювілейний» працює з усіма компаніями-прокатниками, представленими на українському кіноринку.